# Cyclomia jaspidea
Cyclomia jaspidea là một loài bướm đêm trong họ Geometridae.